# Luís Frederico I, Príncipe de Schwarzburg-Rudolstadt
Luís Frederico I de Schwarzburg-Rudolstadt (25 de outubro de 1667 - 24 de junho de 1718) foi um príncipe governante do principado de Schwarzburg-Rudolstadt, conde de Hohenstein, Senhor de Rudolstadt, Blankenburg e Sondershausen de 1710 até à sua morte.

## Biografia
Luís Frederico era filho do príncipe Alberto António de Schwarzburg-Rudolstadt e da sua esposa, a poeta e pietista Emília Juliana de Barby-Mühlingen.
Entre Maio de 1687 e Outubro de 1688, realizou uma Grande Digressão na companhia do seu Hofmeister Johann von Asseburg. Foi recebido no Palácio de Versalhes pelo rei Luís XIV e em Viena pelo sacro-imperador Leopoldo I. Foi também recebido pelo duque Frederico I de Saxe-Gota-Altemburgo e viria a casar-se com uma das suas filhas, a duquesa Ana Sofia. A cerimónia realizou-se a 15 de Outubro de 1691 no Castelo Friedenstein em Gota. O casal teve quinze filhos.
O título do seu pai foi elevado para príncipe imperial em 1697 e novamente em 1710. Nesse ano, o seu pai tinha aceite a elevação, mas não a tornou pública. Após a morte do seu pai, também em 1710, Luís Frederico I herdou Schwarzburg-Rudolstadt e publicou a promoção. A partir de 15 de Abril de 1711, passou a referir-se a si mesmo como príncipe de Schwarzburg-Rudolstadt. Nessa altura, o principado tinha cerca de 45000 habitantes. A elevação fortaleceu a posição da Casa de Scwarzburg em relação à Casa de Wettin e garantiu a sua sobrevivência até aos tempos modernos. Entre 1697 e 1719, acrescentou-se um Salão Imperial ao Castelo de Schwarzburg, sublinhando a importância dos príncipes que vinha com a sua elevação.
Luís Frederico I ajudou o seu pai a administrar o principado mesmo antes de 1710. Após ter herdado o trono, reformou a administração com uma base absolutista. George Ulrich von Beulwitz foi o servo civil mais importante do principado. Tendo o Rei Sol como inspiração, Luís Frederico brincou com a ideia de mudar a sua residência oficial para Schwarzburg. Contudo, a sua posição financeira fez com que tal fosse impossível.

## Casamento e Descendência
Casou-se com a duquesa Ana Sofia de Saxe-Gota-Altemburgo a 15 de Outubro de 1691. Juntos tiveram quinze filhos:
1. Frederico António de Schwarzburg-Rudolstadt (14 de Agosto de 1692 – 1 de Setembro de 1744), casado com a duquesa Sofia Guilhermina de Saxe-Coburgo-Saalfeld; com descendência. Casado depois com a princesa Sofia Cristina da Frísia Oriental; sem descendência.
2. Amália Madalena de Schwarzburg-Rudolstadt (15 de Junho de 1693 - 19 de Junho de 1693), morreu aos quatro dias de idade.
3. Sofia Luísa de Schwarzburg-Rudolstadt (15 de Junho de 1693 - 23 de Maio de 1776), morreu solteira e sem descendência.
4. Sofia Juliana de Schwarzburg-Rudolstadt (16 de Outubro de 1694 - 23 de Maio de 1776), freira na Abadia de Gandersheim; sem descendência.
5. Guilherme Luís de Schwarzburg-Rudolstadt (15 de Fevereiro de 1696 - 29 de Setembro de 1757), casado morganaticamente com Caroline Henriette Gebauer que recebeu o título de baronesa Brockenburg em 1727; com descendência.
6. Cristiana Doroteia de Schwarzburg-Rudolstadt (14 de Fevereiro de 1697 - 20 de Agosto de 1698), morreu aos dezoito meses de idade.
7. Alberto António de Schwarzburg-Rudolstadt (16 de Julho de 1698 - 24 de Março de 1720), morreu no Cerco de Palermo, aos vinte-e-um anos de idade; sem descendência.
8. Emília Juliana de Schwarzburg-Rudolstadt (21 de Julho de 1699 - 31 de Agosto de 1774), morreu solteira e sem descendência.
9. Ana Sofia de Schwarzburg-Rudolstadt (9 de Setembro de 1700 – 11 de Dezembro de 1780), casada com o duque Francisco Josias de Saxe-Coburgo-Saalfeld; com descendência.
10. Frederica Luísa de Schwarzburg-Rudolstadt (28 de Janeiro de 1706 - 11 de Setembro de 1787), morreu solteira e sem descendência.
11. Madalena Sibila de Schwarzburg-Rudolstadt (5 de Maio de 1707 - 26 de Fevereiro de 1795), freira na Abadia de Gandersheim; sem descendência.
12. Luís Günther II de Schwarzburg-Rudolstadt (22 de Outubro de 1708 - 29 de Agosto de 1790), casado com Sofia Henriqueta Reuss-Untergreiz; com descendência.

## Genealogia
| Luís Frederico I de Schwarzburg-Rudolstadt | Pai: Alberto António de Schwarzburg-Rudolstadt | Avô paterno: Luís Günther I de Schwarzburg-Rudolstadt | Bisavô paterno: Alberto VII de Schwarzburg-Rudolstadt |
| Luís Frederico I de Schwarzburg-Rudolstadt | Pai: Alberto António de Schwarzburg-Rudolstadt | Avô paterno: Luís Günther I de Schwarzburg-Rudolstadt | Bisavó paterna: Juliana de Nassau-Dillenburg          |
| Luís Frederico I de Schwarzburg-Rudolstadt | Pai: Alberto António de Schwarzburg-Rudolstadt | Avó paterna: Emília de Oldenburg-Delmenhorst          | Bisavô paterno: António II de Oldemburgo              |
| Luís Frederico I de Schwarzburg-Rudolstadt | Pai: Alberto António de Schwarzburg-Rudolstadt | Avó paterna: Emília de Oldenburg-Delmenhorst          | Bisavó paterna: Sibila Isabel de Brunswick-Dannenberg |
| Luís Frederico I de Schwarzburg-Rudolstadt | Mãe: Emília Juliana de Barby-Mühlingen         | Avô materno: Alberto Frederico I de Barby-Mühlingen   | Bisavô materno: Jobst II de Barby-Mühlingen           |
| Luís Frederico I de Schwarzburg-Rudolstadt | Mãe: Emília Juliana de Barby-Mühlingen         | Avô materno: Alberto Frederico I de Barby-Mühlingen   | Bisavó materna: Sofia de Schwarzburg-Rudolstadt       |
| Luís Frederico I de Schwarzburg-Rudolstadt | Mãe: Emília Juliana de Barby-Mühlingen         | Avó materna: Sofia Ursula de Oldenburg-Delmenhorst    | Bisavô materno: António II de Oldemburgo              |
| Luís Frederico I de Schwarzburg-Rudolstadt | Mãe: Emília Juliana de Barby-Mühlingen         | Avó materna: Sofia Ursula de Oldenburg-Delmenhorst    | Bisavó materna: Sibila Isabel de Brunswick-Dannenberg |